# Gentilândia Atlético Clube
Le Gentilândia Atlético Clube était un club brésilien de football basé à Fortaleza dans l'État du Ceará.

## Palmarès
- Championnat du Ceará :
  - Champion : 1956